# Procambarus litosternum
Procambarus litosternum är en kräftdjursart som beskrevs av Hobbs 1947. Procambarus litosternum ingår i släktet Procambarus och familjen Cambaridae. IUCN kategoriserar arten globalt som otillräckligt studerad. Inga underarter finns listade i Catalogue of Life.